# К'юкамбер (Західна Вірджинія)
К'юкамбер (англ. Cucumber) — переписна місцевість (CDP) в США, в окрузі Мак-Дауелл штату Західна Вірджинія. Населення — 74 особи (2020).

## Географія
К'юкамбер розташований за координатами 37°16′43″ пн. ш. 81°37′27″ зх. д. / 37.27861° пн. ш. 81.62417° зх. д. (37.278587, -81.624061).  За даними Бюро перепису населення США в 2010 році переписна місцевість мала площу 1,17 км², уся площа — суходіл.

## Демографія
Згідно з переписом 2010 року, у переписній місцевості мешкали 94 особи в 46 домогосподарствах у складі 31 родини. Густота населення становила 80 осіб/км².  Було 58 помешкань (50/км²).
Расовий склад населення:
| - 100,0 % — білих |

До двох чи більше рас належало 0,0 %. Частка іспаномовних становила 2,1 % від усіх жителів.
За віковим діапазоном населення розподілялося таким чином: 16,0 % — особи молодші 18 років, 58,5 % — особи у віці 18—64 років, 25,5 % — особи у віці 65 років та старші. Медіана віку мешканця становила 52,0 року. На 100 осіб жіночої статі у переписній місцевості припадало 88,0 чоловіків;  на 100 жінок у віці від 18 років та старших — 88,1 чоловіків також старших 18 років.
Середній дохід на одне домашнє господарство  становив 21 807 доларів США (медіана — 25 089), а середній дохід на одну сім'ю — 21 807 доларів (медіана — 25 089). 
Цивільне працевлаштоване населення становило 6 осіб. Основні галузі зайнятості: транспорт — 100,0 %.